# Macrolobium urupaense
Macrolobium urupaense é uma espécie de fabaceae, que foi descrita pela primeira vez por Frederico Carlos Hoehne. Macrolobium urupaense pertence ao gênero Macrolobium e à família fabaceae. É encontrada no Brasil.